# GNUzilla
GNUzilla es una bifurcación del Mozilla Application Suite creado por el Proyecto GNU como un intento de hacer una suite de Internet enteramente con software libre.  Las razones son que mientras que el proyecto Mozilla produce software libre y abierto, los binarios liberados adicionales incluyen el software no libre en forma de "talkback", que poseen derechos de autor. Además, también hay plugins que son no-libres. A pesar de esta bifurcación, el GNUzilla y Mozilla y sus proyectos sincronizarán algunas de sus iniciativas para mantener la vitalidad de los proyectos. GNUzilla mantiene la tri-licencia de Mozilla para facilitar la reutilización del código fuente.
GNUzilla es un navegador hermano de GNU IceCat, una bifurcación del navegador web Firefox. Originalmente llamado GNU IceWeasel, ha sido renombrado en 2007, debido a un conflicto con el nombre de Debian para su propio IceWeasel.